# オオシギダチョウ

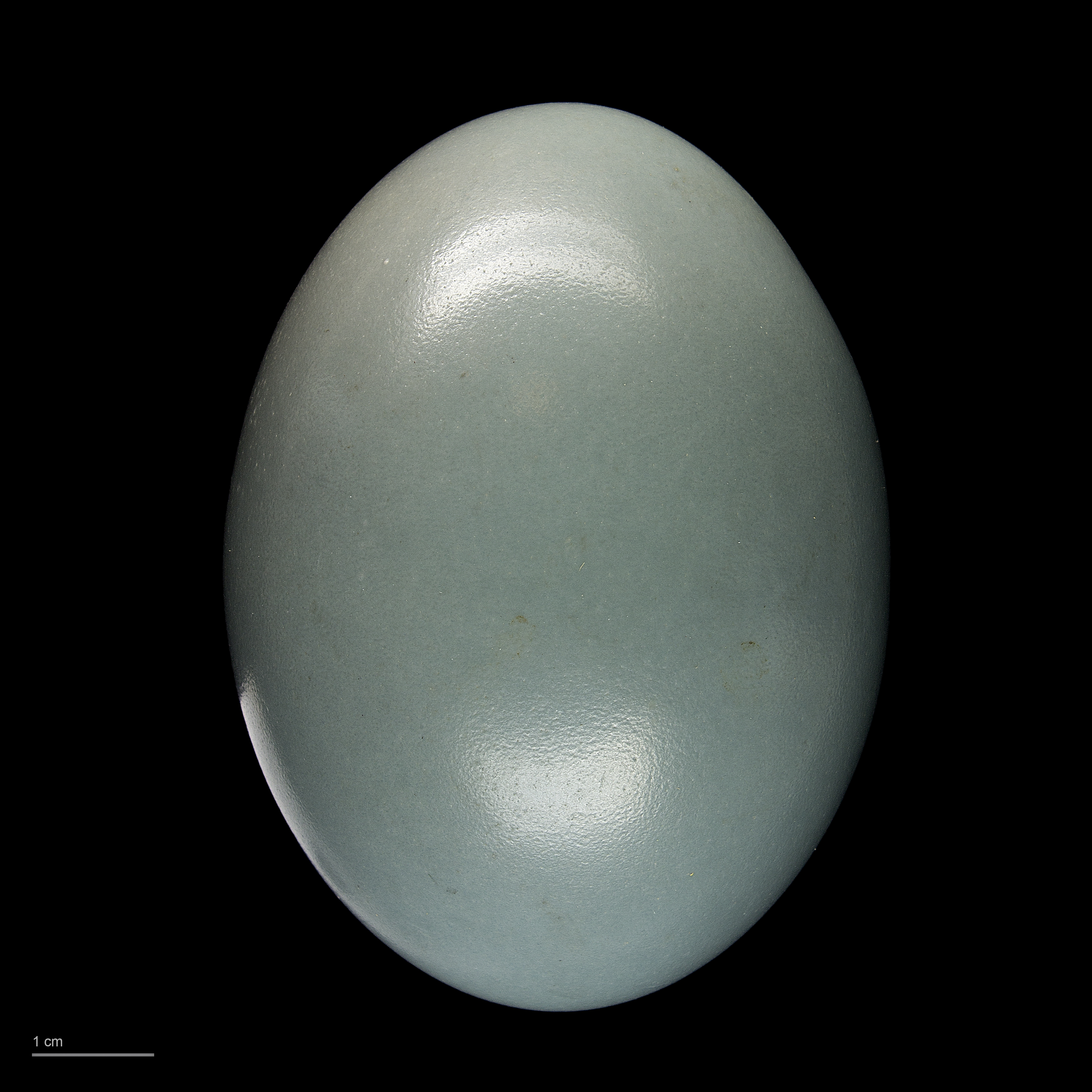
卵

オオシギダチョウ（大鷸駝鳥、学名：Tinamus major）は、シギダチョウ科に分類される鳥類。

## 形態
体長は40-46cmである。
全体的にオリーブ色をしているが亜種によって明るさが異なる。体下面は基本的に白色である。

## 分布
メキシコ、中央アメリカ、コロンビア、ベネズエラ、エクアドル、ガイアナ、スリナム、フランス領ギアナ、ブラジル、ボリビアに分布している。

## 亜種
- Tinamus major major（J. F. Gmelin, 1789）ベネズエラ東部からブラジル北東部にかけて分布している[1]。
- Tinamus major percautus （Van Tyne, 1935）メキシコ南東部からベリーズにかけて分布している[1]。
- Tinamus major robustus（Sclater & Salvin, 1868）メキシコ南東部からグアテマラ東部、ホンジュラスに分布している[1]。
- Tinamus major fuscipennis（Salvadori, 1895）ニカラグア北部からパナマにかけて分布している[1]。
- Tinamus major castaneiceps（Salvadori, 1895）コスタリカ南西部からパナマ西部に分布している[1]。
- Tinamus major brunneiventris（Aldrich, 1937）パナマ中南部に分布している[1]。
- Tinamus major saturatus（Griscom, 1929）パナマ東部から北西コロンビアまでの地域に分布している[1]。
- Tinamus major latifrons（Salvadori, 1895）エクアドル西部からコロンビア南西部に分布している[1]。
- Tinamus major zuliensis（Osgood & Conover, 1922）コロンビア北東部からベネズエラ北部に分布している[1]。
- Tinamus major olivascens（Conover, 1937）アマゾンに分布している[1]。
- Tinamus major serratus（von Spix, 1825）ブラジル北西部に分布している[1]。
- Tinamus major peruvianus（Osgood & Conover, 1992）エクアドル東部、コロンビア東部からボリビア北東部にかけての地域に分布している[1]。

## 生態
標高1500m以下の木の密集した熱帯雨林などに生息し、主に果実や種子を摂食している。昆虫や軟体動物などを食べることもある。
繁殖期は1月から7月である。スリナムでは一年中繁殖する。大きな木の根と根の間に植物で巣を作り、青または紫色をした卵を産む。
巣には一度に平均4個の卵を産み、抱卵や子育てはオスが行う。
卵は孵化までに21日間かかり、ヒナは孵化して間もなく走ることができる。20日で子育てが終わりオスは別のメスを探し始め、メスは一回の繁殖期に5回か6回オスと巣を作る。